# Mjobergella
Mjobergella is een geslacht van rechtvleugeligen uit de familie krekels (Gryllidae). De wetenschappelijke naam van dit geslacht is voor het eerst geldig gepubliceerd in 1925 door Lucien Chopard.

## Soorten
Het geslacht Mjobergella omvat de volgende soorten:
- Mjobergella macrocephala Chopard, 1925
- Mjobergella warra Otte & Alexander, 1983